# Air Mali
Air Mali, conosciuta anche con il nome di Compagnie Aérienne du Mali (CAM) è la compagnia aerea di bandiera del Mali e ha come hub principale l'Aeroporto Modibo Keïta-Sénou nella capitale Bamako.
A causa del conflitto nel nord del Mali, i voli della compagnia aerea sono stati sospesi dal dicembre 2012.

## Storia
La CAM ha effettuato il suo volo inaugurale il 7 giugno 2005 da Bamako a Mopti e poi a Gao e ritorno, con un Bombardier Dash 8. L'obiettivo iniziale fu quello di concentrarsi sulle destinazioni interne del Mali.
Il 15 maggio 2009, la società venne rinominata Air Mali. 
Nel luglio 2012, a seguito della guerra civile in Mali, la compagnia aerea è stata costretta a tenere a terra i suoi McDonnell Douglas MD-83 e i McDonnell Douglas MD-87 e ha deciso di cessare tutte le operazioni il 27 dicembre 2012. Tutti i dipendenti sono stati rilasciati dalle loro funzioni con effetto immediato, ma sono stati informati che la direzione della compagnia aerea avrebbe rivalutato la situazione nel settembre 2013. A partire dal 2015, la compagnia aerea era ancora costituita, ma non attiva; e non si vedevano segni di ripresa dei voli. Al 2025, le operazioni di Air Mali risultano ancora sospese.

## Flotta
A maggio 2025 la flotta di Air Mali è composta dai seguenti aeromobili: